# Auguste-Ernest Sembach
Auguste-Ernest Sembach, né le 25 janvier 1854 à Laeken (Bruxelles) et mort le 3 février 1898 à Antibes, est un peintre réaliste belge de paysages, de natures mortes et de scènes de la vie quotidienne.

## Biographie
Il est le fils de Chrétien Frédéric Ernest Sembach et de Josèphe Fauconnier.
Formé à l'atelier libre de Jean-François Portaels, il fréquente ensuite l'académie de Bruxelles et vers 1871, il peint ses premiers paysages en plein air. 
Au salon d'Anvers de 1873, il expose Plage près de Blankenberghe et Canal dans les Flandres (loc. inc.) et en 1874, il participe à l'exposition triennale de Gand. Son œuvre est alors influencée par celle d'Hippolyte Boulenger et de Louis Dubois. 
En 1875, il est membre fondateur du cercle La Chrysalide, et l'année suivante, à la première manifestation du groupe, il expose le Vieux canal (loc. inc.). Cette œuvre se fait remarquer par la franchise de son exécution et par la richesse de sa matière.
Durant ces années, il se lie d'amitié avec le peintre réaliste Alfred Verhaeren et en 1877, il devient également membre de L'Essor.
À partir de 1882, à la suite d'un voyage en Italie et dans le Midi de la France, où il découvre Antibes, son œuvre prend une nouvelle orientation. Sa palette s'éclaircit et sa facture gagne davantage en liberté, sans toutefois s'éloigner des principes du réalisme, qu'il conservera durant toute sa vie. 
Il épouse Jeanne Marie Eugénie Lépine en 1887 et expose au Salon des artistes français en 1890 et 1891.
En 1893, avec sa femme, ils habitent au château de Passins. Domicilié ensuite à Cannes, il meurt à Antibes à l'âge de 44 ans.